# Єва Анджеліна
Ніко́ль Фре́нсіс Клайн (англ. Nicole Francis Clyne; нар. 14 березня 1985, Гантінгтон-Біч, Каліфорнія), відома як Є́ва Анджелі́на (англ. Eva Angelina) — колишня американська порноакторка. 
У 2007—2008 роках отримала безліч нагород, включаючи AVN Award 2008, як найкраща акторка.

## Біографія
Народилася в сім'ї з кубинським, китайським, ірландським та англійським корінням. Жила багато, але все змінилося, коли їй виповнилося 13 років, її сім'я багато втратила.
У грудні 2007 року одружилася з порноактором Денні Маунтайном. 9 грудня 2008 народила дочку Сільві.

### Порноіндустрія
Потрапила в порноіндустрію у 18 років, прочитавши рекламу в газеті. Спочатку була інтернет-моделлю, пізніше почала зніматися в порнофільмах. Її першою сценою в індустрії стала сцена з серіалу Світ Шейна. Відмінною рисою Анджеліни стали окуляри, які вона одягає під час знімання. У січні 2008 року студія Evil Angel випустила фільм, повністю присвячений їй — «E For Eva» (режисер — Джонні Дарко).
Покинула порноіндустрію у 2010 році.

## Нагороди
- 2007 Nightmoves Best Actress — Вибір глядачів.[7]
- 2008 AVN Award — Найкраща акторка — Upload[8]
- 2008 AVN Award — Найкраща сцена мастурбації — Upload[8]
- 2008 XBIZ Award — Жіноча виконавиця року[9]
- 2008 XRCO Award — Одиночне виконання — Upload[10]
- 2010 AVN Award — Найкраща сцена групового лесбійського сексу — Deviance[11]
- 2010 XBIZ Award — Вебсайт порнозірки року[12]
- 2010 XRCO Award — Найкращий Cumback[13]
- 2010 Penthouse Pet Of The Month — Червень